# آنتولو
آنتولو (به فرانسوی: Anthelupt) یک کمون در فرانسه است که در canton of Lunéville-Nord واقع شده‌است. آنتولو ۷٫۸۲ کیلومتر مربع مساحت دارد ۳۰۰ متر بالاتر از سطح دریا واقع شده‌است.